# 정보기관
정보기관(情報機關)은 정보에 대한 수집 및 처리를 하는 국가 기관이다.
정부에 소속되어 각종 첩보활동을 하는 조직을 의미하며 정보부, 첩보부, 정보국, 첩보기관 등으로도 불린다.
국내와 해외의 정보를 수집하며 첩보, 방첩, 보안 및 기타 정보활동을 담당하는 국가기관을 말한다. 정보기관은 기능상으로 첩보수집기관, 정보작성기관, 보안기관으로 구분된다. 그러나 모든 정보기관이 모두 그렇게 명백히 구분되는 것은 아니며 어떤 정보기관은 수집과 작성기능을 동시에 수행하기도 한다. 첩보활동을 위해 스파이를 파견하거나 정찰위성을 통한 위성사진 분석 등을 통해 적성국이나 기타 국가의 동향이나 자국 내 방첩기관의 방첩활동을 지원, 타 국가의 정치를 방해하거나 도청, 암살, 파괴공작, 사보타주, 간첩죄와 국제범죄 및 마약 밀수, 국제적인 인신매매와 화폐 위조, 산업스파이, 국가기밀 누설 등에 대한 범죄수사를 하기도 한다.

## 수단
여타의 정보기관들이 얻는 정보수집 수단은 다르겠지만 대개 아래의 3개수단을 통해 정보를 수집한다.
- OSINT(Open Source INTelligence): 언론매체, 정부자료, 논문 등 공개출처를 통한 정보수집
- HUMINT(HUMan INTelligence): 정보원(공작원), 협조자 등 인적 네트워크를 통한 정보수집
- TECHINT(TECHnical INTelligence): 감청 등 신호 분석을 통한 정보수집(SIGINT), 영상정보(IMINT)등 각종 기술수단을 통한 정보수집
  - ELINT(ELectronic INTelligence): 레이다 등 첨단 전자장비를 이용하여 수집한 전자정보를 통한 수집
  - COMINT(COMmuNIcaTion): 감청 등의 수단으로 통신의 내용을 파악하여 수집한 통신정보를 통한 수집

COMMINT는 SIGINT의 하위 범주로 봐야 타당하며 SIGINT조차 포괄하는 것이 TECHINT다.

## 종류
- 첩보수집기관
- 정보작성기관
- 보안기관

## 관할
- 외무부의 관할
- 내각이나 행정부의 관할
- 독립된 관할
- 군(軍)의 관할

## 같이 보기
- 정보기관 목록